# Giuochi particolari
Giuochi particolari è un film del 1970 diretto da Franco Indovina.

## Trama
Un marito, annoiato dalla routine matrimoniale e dalla vita, procura un amante alla moglie per poterli riprendere insieme.